# Kevin Valenzuela
Kevin Douglas Valenzuela Fuentes (Villa Alemana, Región de Valparaíso, Chile, 30 de julio de 1993) es un futbolista chileno. Juega de mediocampista en Concón National de la Segunda División de Chile.
Destacó por ser el capitán del primer equipo juvenil de Santiago Wanderers en proclamarse campeón de la categoría sub-19 en el Clausura 2013 y además por ser "apadrinado" por la ex-figura de los porteños, Jorge Ormeño, con quien compartió en el primer equipo.

## Trayectoria
A los once años ingreso a las divisiones inferiores de Santiago Wanderers donde desarrollaría toda su carrera como juvenil, jugando en un comienzo como volante creativo pero luego pasaría a jugar por la banda. En el 2012 daría el salto al primer equipo al ser convocado al segundo partido de la Copa Chile frente a Unión La Calera donde debutaría como titular teniendo una buena actuación ayudando a la victoria de su equipo por tres goles a cero.
Luego de su debut no tendría mayor continuidad en el equipo adulto pese a ser una de las figuras de las divisiones inferiores, pero esto cambiaría en el Clausura 2015 donde sería una de las revelaciones de su equipo pese a la campaña que atravesaba el club en aquel entonces. Su buen rendimiento se estancaría durante el Apertura 2015 ya que en un partido frente a la Universidad de Chile sufriría una lesión de fractura de tibia dejándolo fuera casi un año de las canchas, regresando en el Apertura 2016. 
Junto a Eduardo Espinel tomaría relevancia como titular durante el Clausura 2017 pero tras su partida vería muy pocos minutos en el torneo nacional y en la Copa Chile 2017 donde su equipo se coronaría campeón. Después de la obtención de aquel campeonato permanecería en el club por dos años más sin tener mayor regularidad por lo que para temporada 2020 partiría en calidad de préstamo a Ñublense de la Primera B, debutando en la liguilla de ascenso que pertenecía a la campaña anterior pero no lograría ascender.

## Estadísticas

### Clubes
| Club                       | Div.          | Temporada     | Liga  | Liga  | Copas nacionales | Copas nacionales | Torneos internacionales | Torneos internacionales | Total | Total |
| Club                       | Div.          | Temporada     | Part. | Goles | Part.            | Goles            | Part.                   | Goles                   | Part. | Goles |
| -------------------------- | ------------- | ------------- | ----- | ----- | ---------------- | ---------------- | ----------------------- | ----------------------- | ----- | ----- |
| Santiago Wanderers · Chile | 1.ª           | 2012          | —     | —     | 4                | 0                | —                       | —                       | 4     | 0     |
| Santiago Wanderers · Chile | 1.ª           | 2013          | —     | —     | —                | —                | —                       | —                       | 0     | 0     |
| Santiago Wanderers · Chile | 1.ª           | 2013-14       | 1     | 0     | 2                | 0                | —                       | —                       | 3     | 0     |
| Santiago Wanderers · Chile | 1.ª           | 2014-15       | 5     | 0     | 1                | 0                | —                       | —                       | 6     | 0     |
| Santiago Wanderers · Chile | 1.ª           | 2015-16       | 10    | 0     | 3                | 0                | —                       | —                       | 13    | 0     |
| Santiago Wanderers · Chile | 1.ª           | 2016-17       | 18    | 0     | —                | —                | —                       | —                       | 18    | 0     |
| Santiago Wanderers · Chile | 1.ª           | 2017          | 3     | 0     | 1                | 0                | —                       | —                       | 4     | 0     |
| Santiago Wanderers · Chile | 2.ª           | 2018          | 10    | 0     | 3                | 0                | 3                       | 0                       | 16    | 0     |
| Santiago Wanderers · Chile | 2.ª           | 2019          | 6     | 0     | —                | —                | —                       | —                       | 6     | 0     |
| Santiago Wanderers · Chile | Total club    | Total club    | 53    | 0     | 14               | 0                | 3                       | 0                       | 70    | 0     |
| Total carrera              | Total carrera | Total carrera | 53    | 0     | 14               | 0                | 3                       | 0                       | 70    | 0     |
| 1. 2.                      |               |               |       |       |                  |                  |                         |                         |       |       |

### Resumen estadístico
| Competición               | Partidos | Goles |
| ------------------------- | -------- | ----- |
| Primera División de Chile | 37       | 0     |
| Primera B de Chile        | 16       | 0     |
| Copa Chile                | 13       | 0     |
| Supercopa de Chile        | 1        | 0     |
| Copa Libertadores         | 3        | 0     |
| Total                     | 70       | 0     |

## Palmarés

### Títulos nacionales
| Título     | Club               | País  | Año  |
| ---------- | ------------------ | ----- | ---- |
| Copa Chile | Santiago Wanderers | Chile | 2017 |
| Primera B  | Santiago Wanderers | Chile | 2019 |
| Primera B  | Ñublense           | Chile | 2020 |

### Distinciones individuales
| Distinción                 | Año  |
| -------------------------- | ---- |
| Medalla Cruce de Los Andes | 2017 |